# Шеріка Вільямс
Шеріка Вільямс  (англ. Shericka Williams; нар. 17 вересня 1985) — ямайська легкоатлетка, олімпійська медалістка.

## Виступи на Олімпіадах
| Олімпіада   | Дисципліна              | Місце |
| ----------- | ----------------------- | ----- |
| Пекін 2008  | біг на 400 метрів       | 2     |
| Пекін 2008  | естафета 4 x 400 метрів | 3     |
| Лондон 2012 | естафета 4 x 400 метрів | 3     |